# Người Abaza

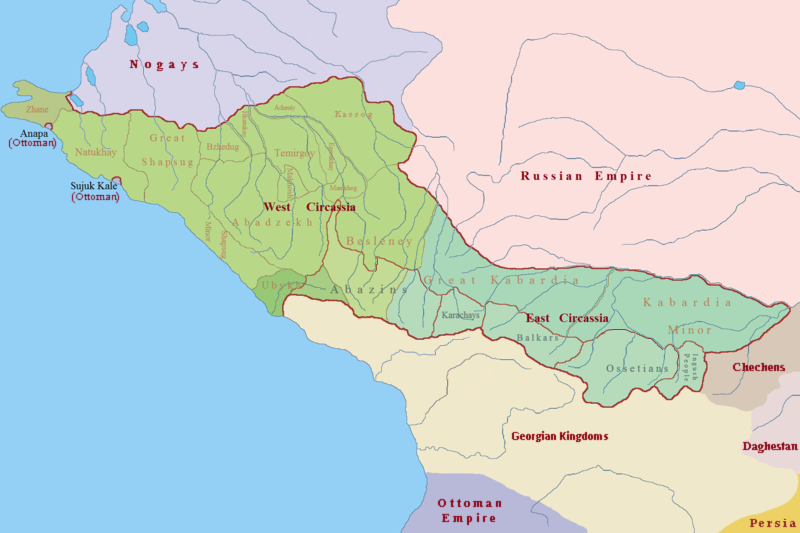
Circassia năm 1750

Người Abaza hay người Abazin (tiếng Abaza và tiếng Abkhaz: Абаза; tiếng Circassia: Абазэхэр; tiếng Nga: Абазины; tiếng Thổ Nhĩ Kỳ: Abazalar; tiếng Ả Rập: أباظة), là một nhóm dân tộc ở vùng Tây Bắc Kavkaz, có quan hệ mật thiết với người Abkhaz và người Circassia. Họ sống chủ yếu ở Thổ Nhĩ Kỳ, Ai Cập và ở Karachay-Cherkessia và Stavropol Krai trong Vùng Bắc Kavkaz của Liên bang Nga. Một nhánh của người Abaza là người Tapanta (tiếng Nga: Тапанта), sống giữa Besleney và Kabardia princedom trên thượng nguồn Kuban.
Người Abaza có dân số ước tính khoảng 73 ngàn  đến 150 ngàn, trong đó tại Nga năm 2010 là 43.341 người  và tại Thổ Nhĩ Kỳ khoảng 14 ngàn .
Người Abaza nói tiếng Abaza, một ngôn ngữ thuộc Ngữ hệ Tây Bắc Kavkaz (hay ngữ hệ Abazgi–Adyghe), và có liên quan chặt chẽ với tiếng Abkhaz và tiếng Circassia. Có hai phương ngữ của Abaza được nói ở Karachay-Cherkessia là Ashkharua và Tapanta. Văn hóa và truyền thống của người Abaza tương tự như văn hóa và truyền thống của người Circassia. Trên nhiều bản đồ cũ, lãnh thổ Abaza được đánh dấu là một phần của Circassia (Adygea).
Người Abaza ban đầu sinh sống tại vùng Sadzen ở phía tây của Abkhazia và di cư từ Abkhazia đến Abazinia vào thế kỷ 14 và 15. Sau đó họ di cư đến nhiều vùng khác nhau của Đế chế Ottoman trước đây vào thế kỷ 18 và 19. Từ cuối thế kỷ 18, tôn giáo chính của họ là Hồi giáo Sunni (Hanafi).